# 押川カズヒロ
押川カズヒロ（本名：押川和広、1980年9月26日 - ）は、日本のバンドせきずいのベーシスト。京都府相楽郡精華町生まれ。A型、天秤座。
尚美ミュージックカレッジ専門学校の同級生を中心に現在のメンバーと出会い、せきずいを結成した。性格は寡黙ながらも、タイトなサウンドを持ち味とする。